# Dushan Petrossi
Dushan Petrossi (Brussel, 23 februari 1973) is een Belgisch gitarist en frontman van de powermetalband Magic Kingdom en de neoklassieke hardrockband Iron Mask. Petrossi wordt beschouwd als een van de beste gitaristen uit België en de wereld. Hij is beïnvloed door onder anderen Yngwie Malmsteen, Gary Moore, Al Di Meola, Iron Maiden en klassieke componisten als Händel en Mozart.
https://www.dushanpetrossi.com/

## Beginjaren
Toen hij acht jaar was, leerde Petrossi eerst akoestische gitaar spelen alvorens over te gaan op de elektrische. Daarnaast leerde hij ook basgitaar en drums. In 1992 fungeerde hij als frontman van de Iron Maiden-achtige groep Metalmorfosis, waarmee hij twee albums opnam.

## Magic Kingdom
Drie jaar later verwierf Petrossi een grotere bekendheid na de verschijning van het album The Arrival (1999), de debuutplaat van zijn band Magic Kingdom. De neoklassieke powermetalband kenmerkt zich door onder meer fantasierijke liedteksten. In 2004 en 2010 bracht hij de albums Metallic Tragedy en Symphony of War uit. Beide kregen goede recensies.

## Iron Mask
Begin 2002 besloot Petrossi nog een nevenproject op te richten, dat als naam Iron Mask meekreeg. De groep tekende dat jaar een contract met het Finse label Lion Music en bracht de debuutplaat Revenge is My Name uit. De naam van de band en de titel van hun debuut is gebaseerd op het boek Man in the Iron Mask van Alexandre Dumas père.
Ter promotie van Iron Masks tweede album, Hordes of the Brave uit 2005, ondernam Petrossi een Europese tournee waarbij hij met Iron Mask in het voorprogramma van de Canadese bands Anvil en Phantom X stond. De optredens werden gefilmd en gedeeltelijk gebruikt voor de documentaire Anvil! The Story of Anvil.
Het derde album Shadow of the Red Baron verscheen in 2010 en omvat elf composities van Dushan Petrossi. Tien liedjes werden ingezongen door Goetz "Valhalla Jr." Mohr. Oliver Hartmann (Magic Kingdom, At Vance) verzorgde de leadzang in het nummer "Dreams". Hartmann was ook al te horen in drie nummers van de vorige plaat. De geluidstechnicus van dienst was Jens Bogren, bekend van zijn werk met Symphony X, Opeth, Paradise Lost en Soilwork).
Op 26 juni 2010 stond Petrossi met zijn groep Iron Mask op Graspop Metal Meeting in Dessel, dat als hoofdartiesten Kiss, Aerosmith & Soulfly had.
In september 2011 tekende Petrossi een contract met het Duitse label AFM Records, waarmee hij op 16 december 2011 het vierde album Black as Death uitbracht. De leadzanger voor dit album was Mark Boals (Ygnwie Malmsteen, Ring of Fire). Als videoclip voor dit album werd gekozen voor het nummer "God Punishes, I Kill". De mixage was in handen van Dennis Ward en zoals altijd waren alle teksten en composities het werk van Petrossi zelf.
Na Black as Death en nog steeds onder de vleugels van AFM Records verscheen op 8 november 2013 het vijfde album van Iron Mask. In 2016 verscheen 'Diabolica'.
In 2020 verscheen het uitstekende 'Master of Masters' met nieuwe zanger Mike Slembrouck (After All) aan het roer.

## Varia
- Petrossi haalde een 23ste plaats in de top 25 van beste metalgitaristen uit de laatste 25 jaar van Hardrock Haven.net.[8]

## Discografie

### Magic Kingdom
- The Arrival (1999)
- Metallic Tragedy (2004)
- Symphony of War (2010)
- Savage Requiem" (2015)
- Metalmighty(2019)
- Blaze of Rage (2024)

### Iron Mask
- Revenge Is My Name (2002)
- Hordes of the Brave (2005)
- Shadow of the Red Baron (2009)
- Black as Death (2011)
- Fifth Son of Winterdoom (november 2013)
- Diabolica (september 2016)
- Master of Masters (december 2020)